# Trattato di Huế (1883)
Il trattato di Huế, concluso il 25 agosto 1883 tra la Francia e il Vietnam, riconosceva il protettorato francese sull'Annam e sul Tonchino. Dettato ai vietnamiti dall'amministratore francese François-Jules Harmand in seguito alla battaglia di Thuận An, il trattato è spesso ricordato come "trattato Harmand". Considerato troppo duro nei circoli diplomatici francesi, il trattato non fu mai ratificato in Francia e fu sostituito il 6 giugno 1884 dal leggermente più mite "trattato Patenôtre".

## Contesto

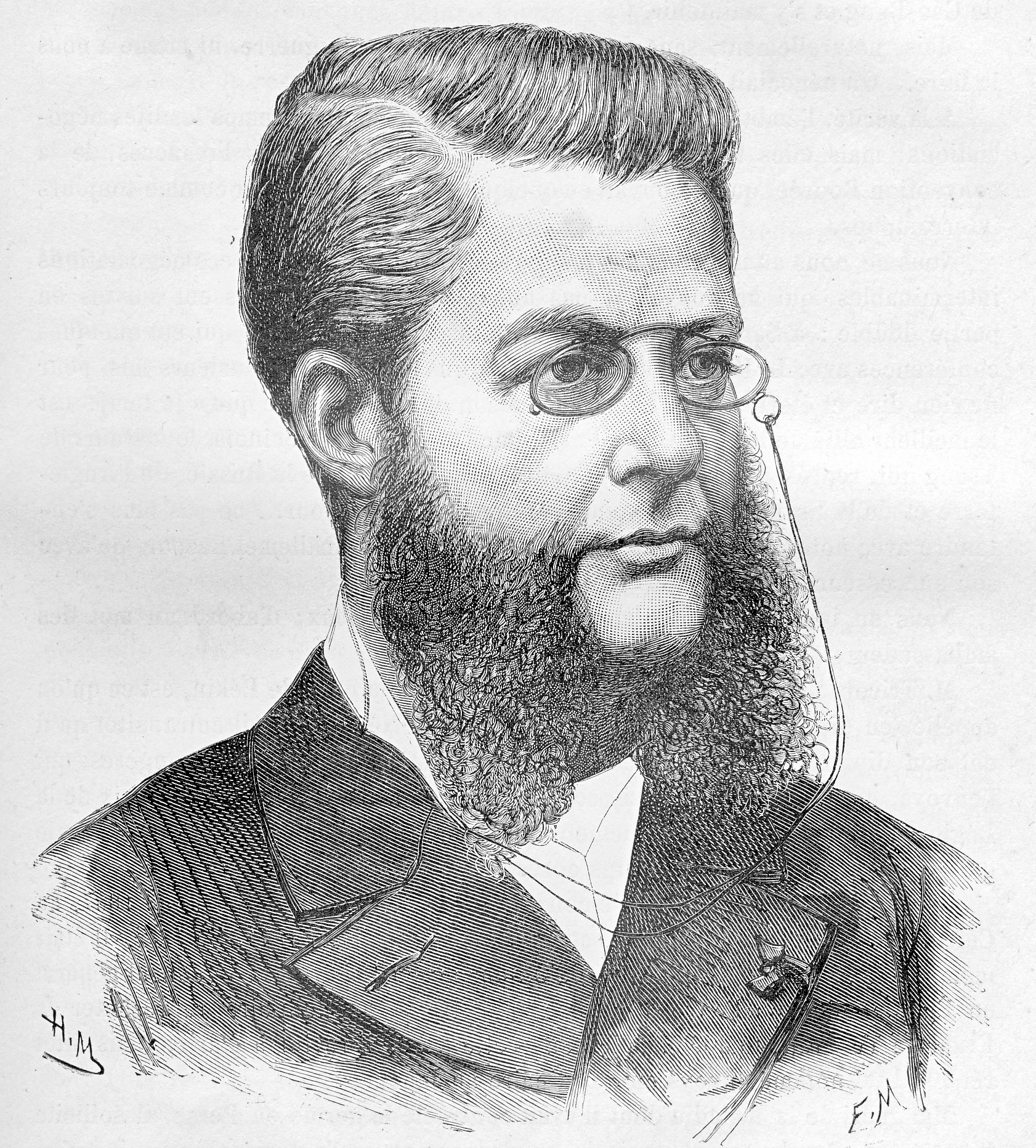
François-Jules Harmand (1845–1921)

Il trattato fu dettato ai vietnamiti, subito dopo la vittoria francese nella battaglia di Thuận An del 20 agosto 1883, da Jules Harmand, commissario generale francese per il Tonchino. La cattura dei forti di Thuận An espose la capitale Huế ad un attacco diretto ed immediato e disorientò la corte vietnamita. Poco dopo la battaglia il ministro vietnamita Nguyễn Trọng Hợp, accompagnato da monsignor Gaspar, vescovo francese di Huế, concluse un armistizio di 48 ore con i francesi. La corte Nguyễn accettò l'evacuazione di dodici forti posti a difesa del Fiume dei Profumi, la distruzione delle loro munizioni e la rimozione degli sbarramenti. Harmand risalì quindi il fiume fino a Huế a bordo di una lancia a vapore.
A Huế, Harmand presentò alla corte vietnamita un brutale ultimatum, formulato in termini che non ammettevano compromessi. L'imperatore e i suoi ministri non dovevano avere la possibilità di discutere i termini del trattato o di negoziare su singole clausole, ma dovevano accettare il trattato in toto, oppure la terribile vendetta della Francia si sarebbe abbattuta su di loro:
Intimorita dalla minaccia francese di ricorrere alla forza, la corte vietnamita cedette immediatamente e il 25 agosto 1883 i plenipotenziari vietnamiti firmarono un trattato i cui termini furono dettati da Harmand.

## Principali termini del trattato

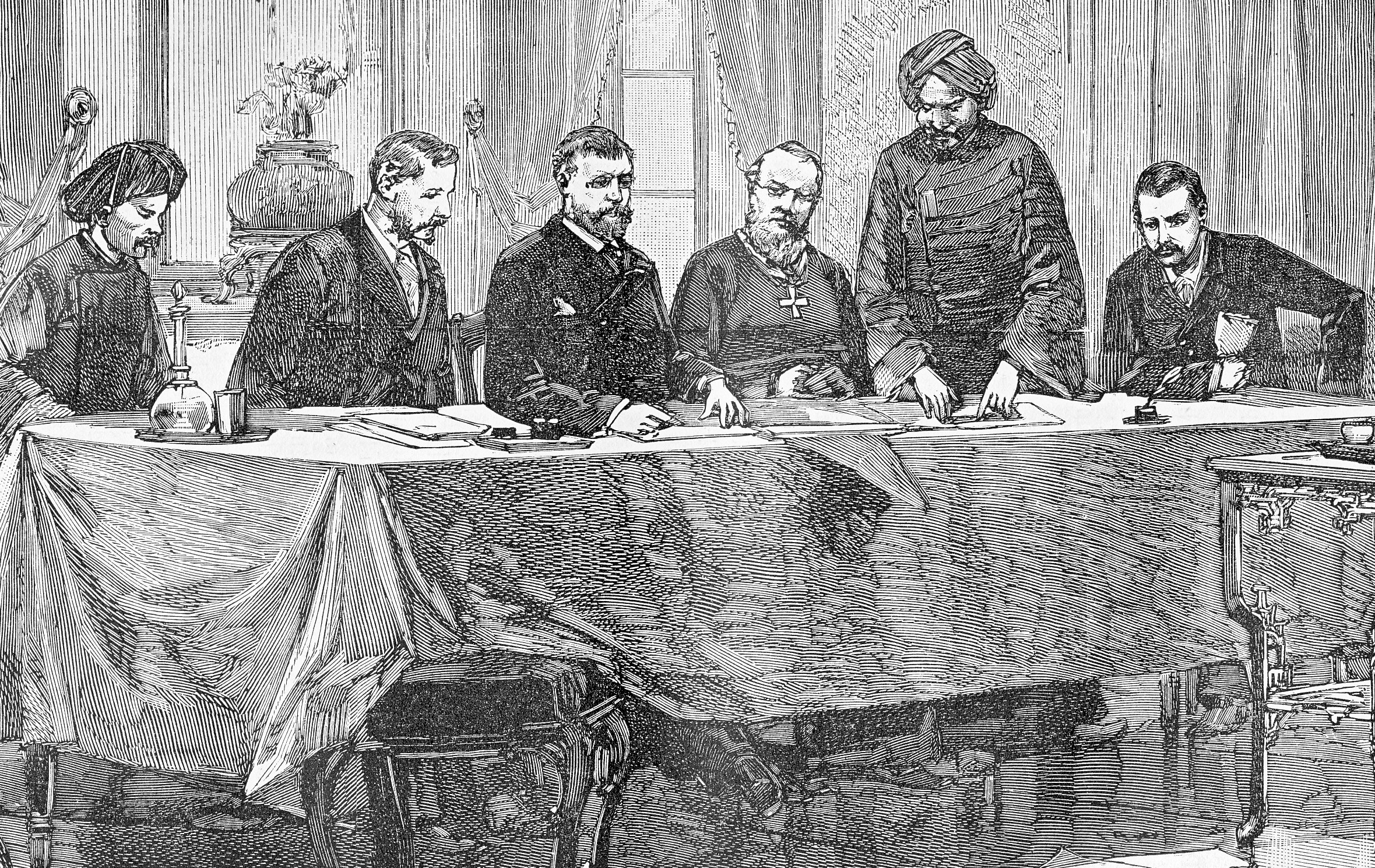
Firma del trattato di Huế,

Il "trattato Harmand" diede alla Francia tutto ciò che voleva dal Vietnam. I vietnamiti riconobbero la legittimità dell'occupazione francese della Cocincina, accettarono il protettorato francese sia sull'Annam sia sul Tonchino e promisero di ritirare le loro truppe da quest'ultimo. Il Vietnam, la sua casa reale e la sua corte sopravvissero, ma sotto il controllo francese. Alla Francia fu concesso il privilegio di stabilire un ministro residente generale a Huế, che avrebbe lavorato alle dipendenze del commissario generale civile del Tonchino e avrebbe potuto richiedere udienza personale al re vietnamita, una concessione che i vietnamiti non erano mai stati disposti a fare. Per evitare ripensamenti, una guarnigione francese avrebbe occupato i forti di Thuận An e il passo di Ngang al confine tra Annam e Tonchino.
Ampie porzioni di territorio furono inoltre trasferite dall'Annam alla Cocincina e al Tonchino. I francesi cancellarono i debiti del Paese, ma richiesero in cambio la cessione della provincia di Bình Thuận, che fu annessa alla colonia francese della Cocincina. Allo stesso tempo, le province settentrionali di Nghệ An, Thanh Hóa e Hà Tĩnh furono trasferite al Tonchino, passando sotto il diretto controllo francese. In cambio, i francesi si impegnarono a cacciare l'Esercito della bandiera nera dal Tonchino e a garantire la libertà di commercio sul Fiume Rosso: non si trattava, in realtà, di vere concessioni, dal momento che i francesi avevano intenzione di fare comunque entrambe le cose.

## Revisione del trattato

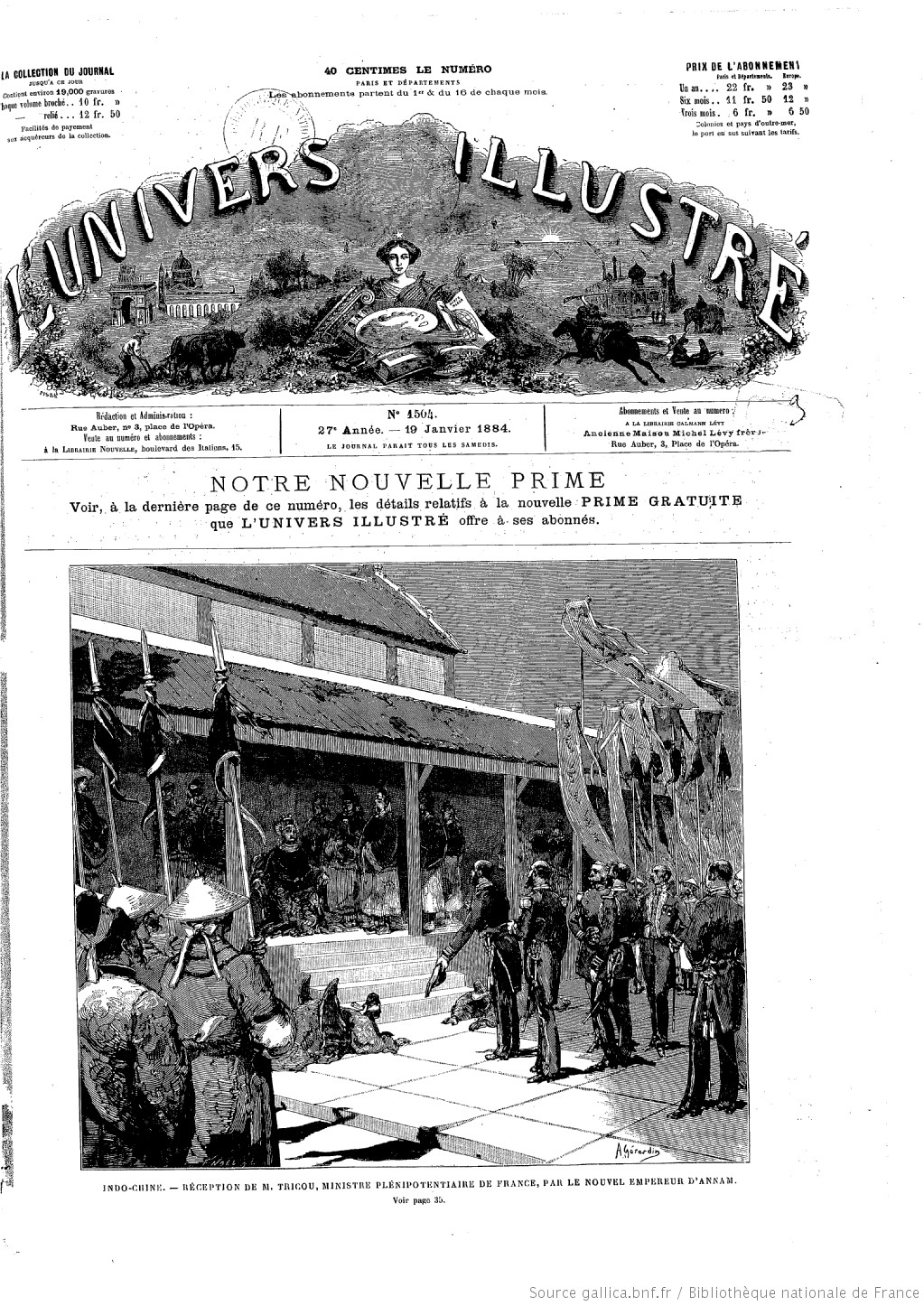
L'imperatore di Annam riceve Arthur Tricou, ministro plenipotenziario di Francia

Il "trattato Harmand" non fu mai ratificato in Francia. Uno dei suoi aspetti più problematici, agli occhi del Quai d'Orsay, era che aveva imposto sostanziali concessioni territoriali da parte del Vietnam. Queste disposizioni riflettevano l'opinione personale di Harmand, secondo cui la Francia avrebbe dovuto puntare alla conquista dell'intero Vietnam. Non era questa l'opinione del ministero degli Esteri francese, che riteneva più sicuro e conveniente per la Francia governare il Vietnam indirettamente, attraverso un protettorato. Il ministero degli Esteri francese predispose quindi una versione più blanda del trattato, che rivedeva alcune delle clausole più dure del "trattato Harmand".
Ignorando le riserve del ministero degli Esteri, le autorità francesi del Tonchino tentarono di applicare il trattato a partire dall'autunno del 1883, ma con scarso successo. I vietnamiti si attennero solo a parole alle disposizioni del trattato. Il principe Hoàng Kế Viêm continuò a presidiare Sơn Tây con un grande esercito, in violazione dell'articolo 4 del trattato, e le autorità civili collaborarono con i francesi solo a malincuore. La corte di Huế modificò il suo atteggiamento recalcitrante solo dopo che l'ammiraglio Courbet inflisse una sconfitta decisiva a Liu Yongfu e Hoàng Kế Viêm nella campagna di Sơn Tây, nel dicembre 1883. Solo a questo punto, ritenendo inutile un'ulteriore resistenza, la corte di Huế ordinò alle autorità civili del Tonchino di collaborare con i francesi.
Nel gennaio 1884 il diplomatico francese Arthur Tricou si recò a Huế per ottenere la ratifica del "trattato Harmand" da parte del governo vietnamita. Consapevole che la vittoria a Sơn Tây poneva i francesi in una posizione di forza, Tricou fece intendere che alcune delle clausole più discutibili del trattato avrebbero potuto essere riviste se i vietnamiti avessero dimostrato la loro sincerità. Il 1º gennaio 1884 il governo vietnamita dichiarò la sua piena e completa adesione al trattato, "confidando nella buona volontà della Repubblica francese riguardo agli ammorbidimenti che potrebbero esservi ulteriormente apportati" (s'en remettant au bon vouloir de la République quant aux adoucissements qui pourraient y être ultérieurement apportés).
Il "trattato Harmand" fu infine sostituito da un nuovo trattato di Huế, concluso il 6 giugno 1884. Il trattato del 1884 fu firmato sulla scia della conclusione dell'Accordo di Tientsin dell'11 maggio 1884 tra Francia e Cina, con il quale la Cina rinunciava implicitamente alla sua storica sovranità sul Vietnam. Il trattato fu negoziato per la Francia da Jules Patenôtre, il nuovo ministro francese in Cina, ed è pertanto ricordato anche come "trattato Patenôtre".